# Dendrelaphis kopsteini
Dendrelaphis kopsteini är en ormart som beskrevs av Vogel och van Rooijen 2007. Dendrelaphis kopsteini ingår i släktet Dendrelaphis och familjen snokar. Inga underarter finns listade i Catalogue of Life.
Arten förekommer på Malackahalvön, på Borneo, på Sumatra och på flera mindre öar i regionen. Den lever i låglandet och i kulliga områden upp till 620 meter över havet. Individerna vistas i olika slags skogar och de besöker trädgårdar samt byar. Födan utgörs av groddjur och ödlor. Honor lägger ägg.
Såvida känt är beståndet inte hotat. IUCN kategoriserar arten globalt som livskraftig.